# Leptosomatum arcticum
Leptosomatum arcticum är en rundmaskart som beskrevs av Nikolai Nikolaievich Filipjev 1916. Leptosomatum arcticum ingår i släktet Leptosomatum och familjen Leptosomatidae. Inga underarter finns listade i Catalogue of Life.